# La duda (escultura)
La duda es una escultura neoclásica situada en la Plaza General San Martín, en la Ciudad de Buenos Aires, Argentina. Se encuentra a unos 20 metros de la  vereda de la Avenida Santa Fe, donde ésta se interseca con la calle Maipú, a escasos pasos de donde se encuentra el monumento al prócer argentino.
Fue realizada en mármol de Carrara por el artista francés Louis Henri Cordier (1853-1925), hijo del escultor Charles Henri Joseph Cordier, y muestra a un joven creyente que se encuentra junto a su biblia abierta, mientras un anciano a su lado parece cuestionarlo.

## Historia

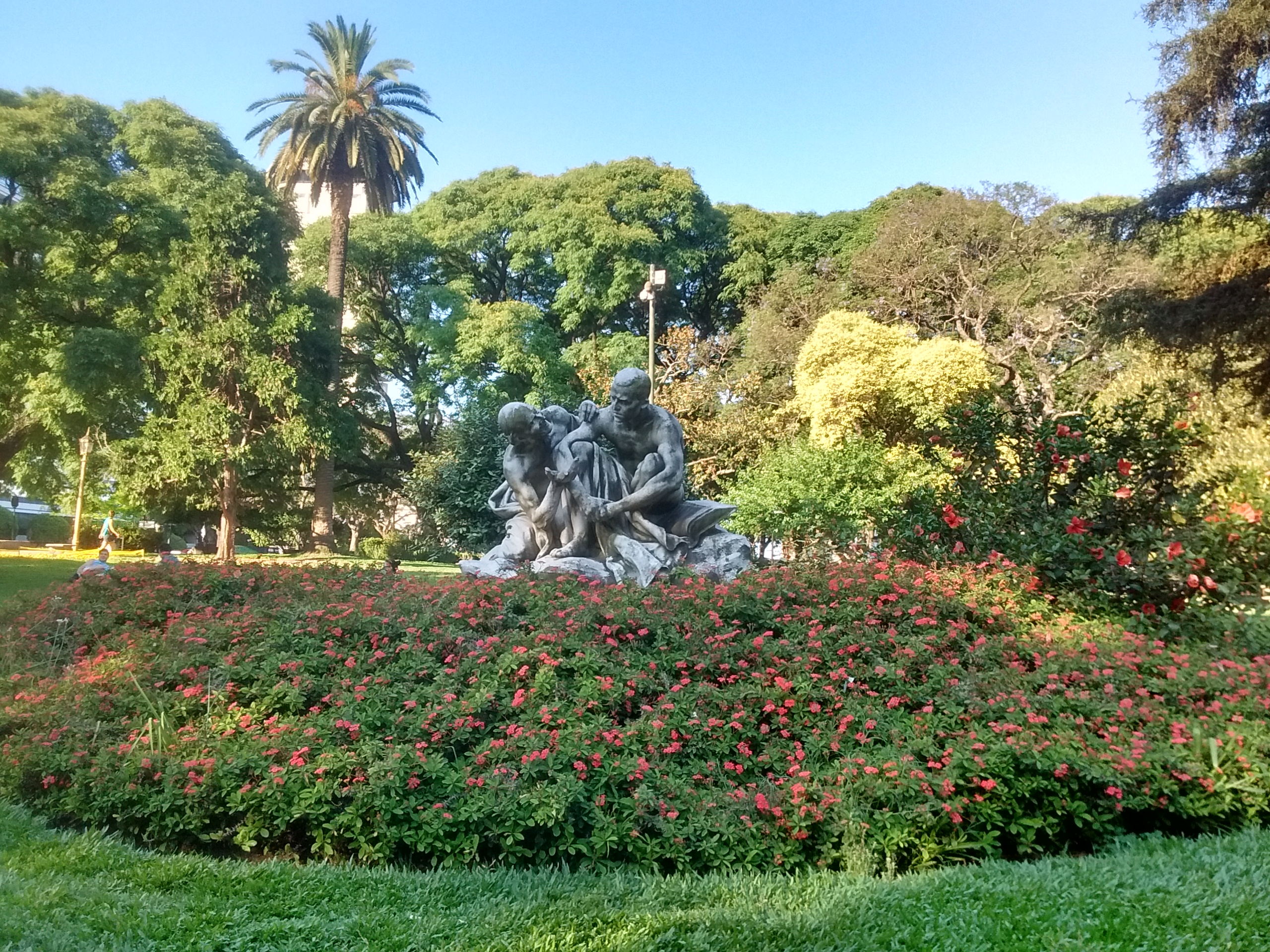
Del artista francés Louis Henri Cordier

La Municipalidad de Buenos Aires, en 1905, envió una comisión a Europa con el fin de comprar esculturas que sirvieran de ornamento a las plazas de la ciudad, que prácticamente carecían de ellas. Así fue como Manuel G. Güiraldes adquirió esta obra.
Fue emplazada en la Plaza San Martín entre 1905 y 1906; y a pesar de que algunos auguraban que no sería aceptada, pues pensaban que se le  criticaría el hecho de que el tema de la obra es poner en duda los temas bíblicos, esto no ocurrió así y jamás provocó discusiones religiosas.

## Descripción
Se trata de un anciano y un joven que sentados sobre un promontorio rocoso meditan sobre lo que leen en una biblia abierta, que se encuentra recostada a la izquierda del joven. El anciano parece querer convencer con sus gestos al joven, que presenta un rostro pensativo. La inscripción "Le doute" se encuentra grabada sobre el promontorio.